# Busted
Busted (2004) je debutová deska Sámera Issy, kterou natočil po skončení prvního ročníku Česko hledá Superstar. Tato deska se stala jednou z nejprodávanějších alb roku 2004 a odnesl si díky albu také dvě platinové desky za velikou prodejnost, která činila více než 50 000 kusů.[zdroj⁠?!]
Na tomto albu spolupracoval Sámera Issa se známými textaři a producenty, na albu se podíleli Gábina Osvaldová, Ondřej Brzobohatý, Ondřej Soukup, Radoslav „Gipsy“ Banga, Daniel Hádl, a americký producent Jorge Corante, známý spoluprací s Janet Jacksonovou.
K albu byly natočeny také dva klipy k pilotnímu singlu „Busted“ a jeden k písni „Shake It“. Tento klip se zapsal do historie jako jeden z nejdražších klipů z České republiky a Slovenska.[zdroj⁠?!]
Deska Busted se také umístila v prestižním udílení cen Anděl jako druhá nejprodávanější deska za deskou Daniela Landy.[zdroj⁠?!] Tato deska se zapsala do historie jako první opravdový posun k pravému západnímu R'n'B.[zdroj⁠?!]
Jeho deska byla přijata velmi dobře.[zdroj⁠?!]

## Seznam skladeb
1. „Busted“
2. „Hold Me Tight“
3. „Broken Wings“
4. „Adorable“ (ft. Martina Balogová)
5. „Smile“
6. „Mind Blowing“
7. „Wazz Up“
8. „Cítím“
9. „Shake It“
10. „Když jsem sám“
11. „Babylon“
12. „Let Me Apologize“